# الگا منچیک
اُلگا منچیک (منچیکُوا) ریبری (روسی: Ольга Францевна Менчик؛ انگلیسی: Olga Menchik Rubery؛ ۱۶ فوریهٔ ۱۹۰۸ در مسکو – ۲۷ ژوئن ۱۹۴۴ در کلاپام)، استاد شطرنج اهل روسیه-چکسلواکی-بریتانیا بود.
اُلگا منچیک در مسکو و در خانواده‌ای اصالتاً چک (پدر)- انگلیسی (مادر) به دنیا آمد. او خواهر جوانتر ورا منچیک بود. او به همراه مادر و خواهرش در ۱۹۲۱ میلادی به انگلستان مهاجرت کردند. در ژانویه ۱۹۲۷ ورا عنوان نخست مسابقات قهرمانی بانوان لندن را به دست آورد و الگا در جایگاه دوم قرار گرفت.
او در ۱۹۳۵ در پنجمین دورهٔ مسابقات قهرمانی شطرنج زنان جهان در ورشو، جایگاه چهارم را به‌دست‌آورد. در ۱۹۳۷ در ششمین قهرمانی شطرنج زنان جهان در استکهلم برای کسب رتبه هفدهم تا بیستم به رقابت پرداخت. خواهرش ورا در این دوره از مسابقات، قهرمان شد.
او با کلیفورد گرانویل ریبری (به انگلیسی: Clifford Granville Rubery)، از اهالی بریتانیا ازدواج کرد؛ و در بحبوحه جنگ جهانی دوم، در  ۲۷ ژوئن ۱۹۴۴ میلادی، هنگامی که ۳۷ سال داشت به همراه خواهر و مادرش، اُلگا ایلینگ‌ورث،  بر اثر حمله هوایی توسط وی-۱ در خانه‌ای در جاده گودن ۴۷ در ناحیه کلاپام لندن جنوبی کشته شد.